# أبو رضمة
أبو رضمة موقع يجري فيه وادي أبو رضمة نسبة إلى صخرة نارية توجد به، حيث جلبتها إليه السيول إبان العصر الجليدي، توجد به آبار قديمة ومزارع حديثة، ويجاور قرية الحامرية على طريق روضة رمان 60 كم جنوب مدينة حائل، يحده من الشرق جبل جبل الشعيرة وجبل المدرة ومن الشمال جبل سميراء المعدن كما يوجد فيه بئر مخيريز ومياهه عذبة نسبيا، ويوجد به أيضا بئر أبو رضمة، وهو بئر مياهه مالحه صالحه للمرعى، وقد حفره دغيمان بن جروان بن مساعد الهمزاني وهو فارس يتميز بعلم الجيولوجيا وهو مكتشف بئر سماح على عهد حكومه الرشيد وهو قائم لاكثر مما يقارب مئتي عام.